# Kronprinsesse Marie-Chantal af Grækenland
Marie-Chantal (født 17. september 1968 i London), blev via ægteskab med kronprins Pavlos af Grækenland den 1. juli 1995, kronprinsesse af Grækenland og prinsesse af Danmark. Hun er født Marie-Chantal Claire Miller som datter af den amerikanske milliardær, Robert W. Miller og Maria Clara Miller.
I sit ægteskab med Kronprins Pavlos har Marie-Chantal fået fem børn: 
- Maria-Olympia, Prinsesse af Grækenland og Danmark, født 25. juli 1996 i New York.
- Konstantin-Alexios, Prins af Grækenland og Danmark, født 29. oktober 1998 i New York.
- Achileas Andreas, Prins af Grækenland og Danmark, født 12. august 2000 i New York.
- Odysseas Kimon, Prins af Grækenland og Danmark, født 17. september 2004 i London.
- Aristides Stavros, Prins af Grækenland og Danmark, født 29. juni 2008 i Los Angeles.

Eftersom Grækenland ikke længere er et monarki, er hun ikke formelt prinsesse af Grækenland, men den tidligere kongefamilie bruger trods det fortsat titlerne. Den tidligere kongefamilie har historisk forbindelse til det danske kongehus, og kun deres danske titler er anerkendt internationalt.[kilde mangler] Kronprinsessen rejser ligeledes på dansk diplomatpas.

## Prædikater, titler og æresbevisninger
- 1995 - nu: Hendes kongelige højhed Kronprinsessen af Grækenland, Prinsesse af Danmark